# پوئدوگو

پوئدوگو شهری در شهرستان دولوگو در استان بازگا در بورکینافاسوی مرکزی است و جمعیت آن ۶۶۸ نفر است.